# Pseudeutreta nobilis
Pseudeutreta nobilis är en tvåvingeart som först beskrevs av Aczel 1953.  Pseudeutreta nobilis ingår i släktet Pseudeutreta och familjen borrflugor. Inga underarter finns listade i Catalogue of Life.